# Parafia Matki Bożej Częstochowskiej w Kojszówce-Wieprzcu
Parafia Matki Bożej Częstochowskiej w Kojszówce-Wieprzcu – parafia rzymskokatolicka w Kojszówce, z filią w Wieprzcu (kaplica MB Królowej Pokoju), należąca do dekanatu Maków Podhalański archidiecezji Krakowskiej. Erygowana w 1998.